# Origanum adanense
Origanum adanense là một loài thực vật có hoa trong họ Hoa môi. Loài này được Baser & H.Duman mô tả khoa học đầu tiên năm 1998.